# Pastoralism
Pastoralism är en term inom antropologin för nomadiserande boskapsskötsel. Pastoralism betecknar dels de samhällen som uteslutande försörjer sig på boskapsskötsel men även en del av de samhällen som kombinerar boskapsskötsel med jordbruk som man också kallar agro-pastoralism.
Även om jordbruket bland dessa senare är av ekonomiskt större betydelse än boskapsskötseln är det det senare som ideologiskt är av vikt, dvs. att man värderar boskapen högre än jordbruksprodukterna. Pastoralisterna är beroende av tillgången på bete och tvingas flytta omkring med sin boskap. Endast sällan är man emellertid nomader utan man praktiserar istället vad som kallas för transhumans, d.v.s. man flyttar mellan på förhand bestämda områden som sommarbete och vinterbete. Ofta är pastoralistsamhällen egalitära och politiskt decentraliserade där släktskapsgrupperna fungerar som de viktiga korporata enheter. 
Socio-politiskt har pastoralistsamhällen i många fall placerats inom stamkategorin men det förekommer även kungadömen som till exempel mongolerna i Asien. De flesta pastoralister finns i områden som inte lämpar sig för jordbruk p.g.a. klimatförhållanden. Huvudparten av pastoralistsamhällena förekommer därför i ett bälte som sträcker sig från västra Sahara i Afrika och tvärs över kontinenten till Arabiska halvön och vidare via Västasien mot Centralasien. Ett annat pastoralistbälte går parallellt norr om detta från Skandinavien i väster via Sibirien till Kamtjatka i öster. 
En huvuddel av agro-pastoralister hittar man i de områden som både i norr och söder omger det södra pastoralistbältet. Genuina pastoralister finns således endast i Gamla världen. 